# Praravinia urophylloides
Praravinia urophylloides là một loài thực vật có hoa trong họ Thiến thảo. Loài này được Valeton miêu tả khoa học đầu tiên năm 1910.